# Raymond Baxter
Raymond Baxter, OBE, FRSA (* 25. Januar 1922 in Ilford; † 15. September 2006 in Reading, Berkshire) war ein britischer Fernsehmoderator und Autor, der als erster Moderator der Sendung Tomorrow's World (1965–77) berühmt wurde.
Nach seiner Schulzeit, die er an der Ilford County High School abschloss, absolvierte seinen Militärdienst im Zweiten Weltkrieg bei der Royal Air Force, wo er mit 19 Jahren Pilot auf der Spitfire wurde.
Von 1945 bis 1949 arbeitete Baxter für Forces Broadcasting. 1950 wechselte er zu BBC, wo er im Radio die Beisetzungsfeierlichkeiten für Sir Winston Churchill und König Georg VI. kommentierte. Ebenso berichtete er von der Krönung von Elisabeth II. 1953.
Baxter, ehemaliger Rallyefahrer, kommentierte auch Motorsportevents, davon etwa 20 Formel-1-Rennen, das 24-Stunden-Rennen von Le Mans und die Rallye Monte Carlo. Kurzzeitig, von 1967 bis 1968, war er Direktor von Motoring Publicity, British Motor Corporation. In dieser Zeit arbeitete er weniger für BBC, nahm seine Vollzeitarbeit allerdings später wieder auf.
Er präsentierte Luftfahrtthemen für die BBC wie die Luftfahrtmessen in Farnborough aber auch den ersten Concorde-Flug. Im Jahr 1991 wurde er ein Präsident Ehrenhalber der Royal Aeronautical Society. 
Baxter starb am 15. September 2006.